# Syncollesis idia
Syncollesis idia là một loài bướm đêm trong họ Geometridae.